# Balacra simplex
Balacra simplex là một loài bướm đêm thuộc phân họ Arctiinae, họ Erebidae.